# Welterbe in Oman

Zum Welterbe in Oman gehören fünf Welterbestätten, die alle fünf Kulturerbestätten sind. Oman ist der Welterbekonvention 1981 beigetreten. Die erste Welterbestätte wurde 1987 eingetragen, die bislang letzte 2018. 2007 wurde eine Stätte aus der Welterbeliste gestrichen.

## Welterbestätten

### Aktuelle Welterbestätten
Die folgende Tabelle listet die UNESCO-Welterbestätten in Oman in chronologischer Reihenfolge nach dem Jahr ihrer Aufnahme in die Welterbeliste (K – Kulturerbe, N – Naturerbe, K/N – gemischt, (G) – auf der Liste des gefährdeten Welterbes).
| Bild                                                | Bezeichnung                                         | Jahr | Typ | Ref. | Beschreibung |
| --------------------------------------------------- | --------------------------------------------------- | ---- | --- | ---- | --- |
| (weitere Bilder)                                    | Festung Bahla (Lage)                                | 1987 | K   | 433  | |
| Archäologische Stätten von Bat, al-Chutm und al-Ain | Archäologische Stätten von Bat, al-Chutm und al-Ain | 1988 | K   | 434  | Festung Bat mit bronzezeitlicher Siedlung al-Chutm und Totenstadt al-Ain |
| (weitere Bilder)                                    | Land des Weihrauchs                                 | 2000 | K   | 1010 | 4 Stätten im Gouvernement Dhofar: die archäologischen Stätten von Khor Rori, Al-Baleed und Shisr sowie der Weihrauchpark des Wadi Dawkah 2000 unter der Bezeichnung „Die Weihrauchstraße“ in das Welterbe aufgenommen, 2005 umbenannt in „Land des Weihrauchs“ |
| (weitere Bilder)                                    | Afladsch-Bewässerungssystem                         | 2006 | K   | 1207 | |
| (weitere Bilder)                                    | Antike Stadt Qalhat                                 | 2018 | K   | 1537 | Qalhat war ein bedeutendes Handelszentrum für den Handel zwischen der Arabischen Halbinsel, Indien und dem östlichen Asien. Außerdem stellt es ein herausragendes Beispiel für eine Stadt im Fürstentum Hormus dar. Von der ehemaligen Bedeutung zeugen heute noch viele Ruinen. Die Stadt verlor ihre Bedeutung nach der Zerstörung 1508 durch portugiesische Kolonisatoren unter Afonso de Albuquerque |

### Als Welterbe gestrichene Stätten
| Bild                                 | Bezeichnung                                 | Jahr      | Typ | Ref. | Beschreibung |
| ------------------------------------ | ------------------------------------------- | --------- | --- | ---- | --- |
| Wildschutzgebiet der Arabischen Oryx | Wildschutzgebiet der Arabischen Oryx (Lage) | 1994–2007 | N   | 654  | Die Stätte umfasste ein Wiederauswilderungsgebiet der Arabischen Oryx. Die UNESCO strich dieses Gebiet am 28. Juni 2007 von der Liste des Welterbes, da die Regierung von Oman entschieden hatte, die Größe des geschützten Areals um 90 Prozent zu reduzieren und der Bestand der Arabischen Oryx stark zurückgegangen war. Es handelte sich um die erste Streichung eines Welterbes von der UNESCO-Liste. |

## Tentativliste
In der Tentativliste sind die Stätten eingetragen, die für eine Nominierung zur Aufnahme in die Welterbeliste vorgesehen sind.

### Aktuelle Welterbekandidaten
Derzeit (2021) sind sieben Stätten in der Tentativliste von Oman eingetragen, die letzte Eintragung erfolgte 2014. Die folgende Tabelle listet die Stätten in chronologischer Reihenfolge nach dem Jahr ihrer Aufnahme in die Tentativliste.
| Bild                                                                    | Bezeichnung                                                             | Jahr | Typ | Ref. | Beschreibung |
| ----------------------------------------------------------------------- | ----------------------------------------------------------------------- | ---- | --- | ---- | --- |
| Die Forts von Rustaq und Al-Hazm                                        | Die Forts von Rustaq und Al-Hazm                                        | 1988 | K   | 497  | Festungen in den Städten Rustaq und Al-Hazm                                                                                        |
|                                                                         | Naturreservat Ḥallāniyyāt-Inseln                                        | 2013 | N   | 5832 | |
|                                                                         | Naturreservat Bar al Hikman                                             | 2013 | N   | 5833 | |
| Naturreservat Dschabal Schams                                           | Naturreservat Dschabal Schams                                           | 2013 | N   | 5834 | |
|                                                                         | Naturreservat al-Dimaniyyat-Inseln                                      | 2013 | N   | 5839 | |
| Schildkrötenreservat Ras al-Hadd und das Erbestätten von Ras al-Dschinz | Schildkrötenreservat Ras al-Hadd und das Erbestätten von Ras al-Dschinz | 2013 | K/N | 5840 | umfasst einen Küstenstreifen bei Ras al-Hadd und Ras al-Dschinz mit Brutplätzen von Meeresschildkröten und archäologischen Stätten |
|                                                                         | Kulturlandschaft von Bisya und Salut und ihre archäologischen Überreste | 2014 | K   | 5939 | Umgebung der Stadt Bisya und die Salut-Ebene mit archäologischen Stätten der Bronze- und Eisenzeit.                                |

### Ehemalige Welterbekandidaten
Diese Stätten standen früher auf der Tentativliste, wurden jedoch wieder zurückgezogen oder von der UNESCO abgelehnt. Stätten, die in anderen Einträgen auf der Tentativliste enthalten oder Bestandteile von Welterbestätten sind, werden hier nicht berücksichtigt.
| Bild                                                | Bezeichnung                                         | Jahr      | Typ | Ref. | Beschreibung                       |
| --------------------------------------------------- | --------------------------------------------------- | --------- | --- | ---- | ---------------------------------- |
| Sur al-Luwatiya, das historische Zentrum von Matrah | Sur al-Luwatiya, das historische Zentrum von Matrah | 1987–1987 | K   | 432  | 1987 vom Welterbekomitee abgelehnt |